# Zelotes paranaensis
Zelotes paranaensis este o specie de păianjeni din genul Zelotes, familia Gnaphosidae, descrisă de Mello-leitão, 1947. Conform Catalogue of Life specia Zelotes paranaensis nu are subspecii cunoscute.